# Mark Waschke

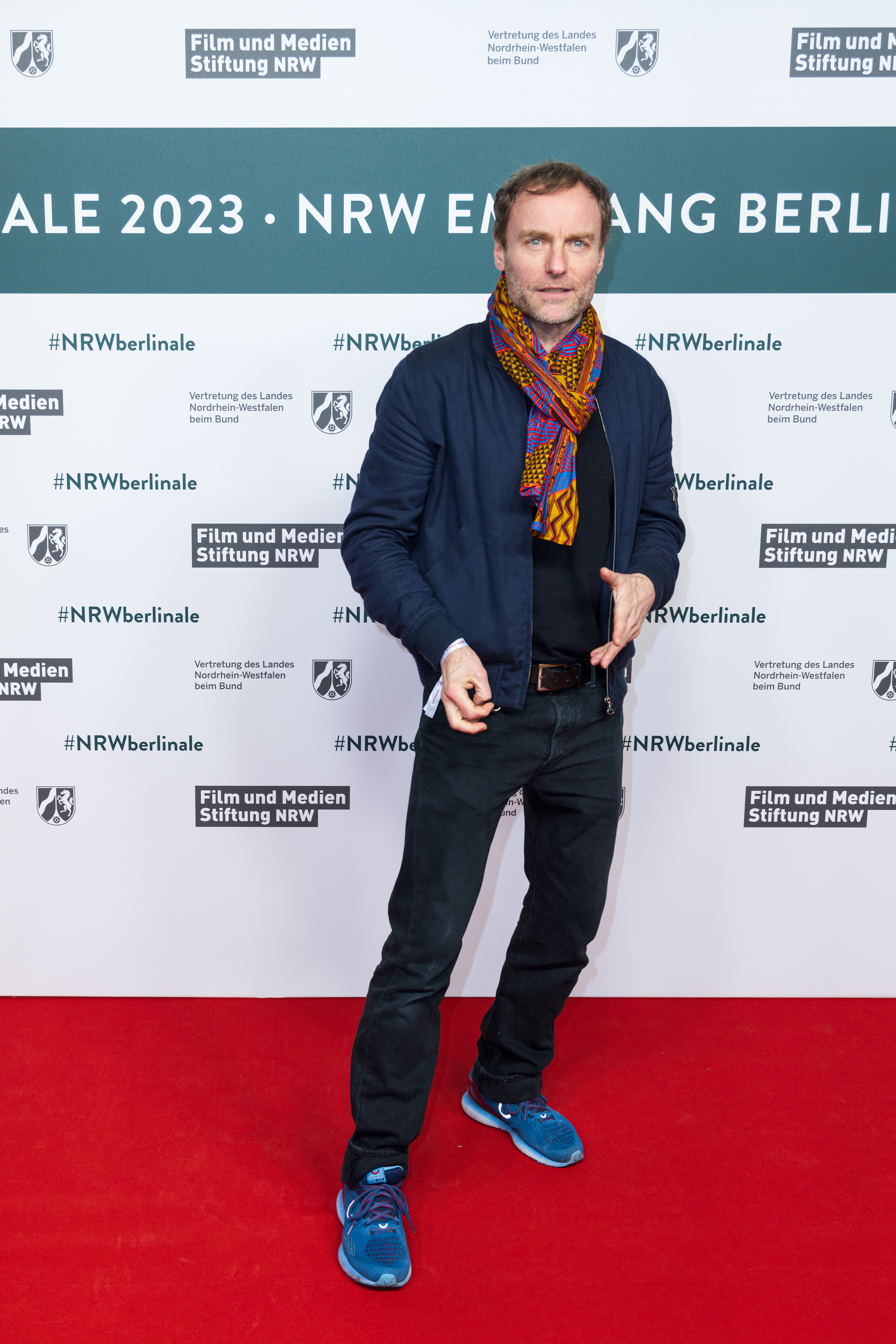
Mark Waschke (2023)

Mark Waschke (* 10. März 1972 in Wattenscheid) ist ein deutscher Theater- und Filmschauspieler.

## Leben
Mark Waschke wurde 1972 als mittlerer von drei Söhnen einer Krankenschwester und eines Arztes in Wattenscheid geboren. Als der Vater 1980 eine Stelle am Knappschaftskrankenhaus Sulzbach bekam, zog die Familie nach Bildstock im Saarland. Mark Waschke spielte von 1981 an im Kindertheaterkreis Neuweiler, später in der Amateur-Theatergruppe „Gruppe 63“. Später war er Sänger der Punk-Band „Ignaz“.
1991 zog Waschke nach Berlin. Nach Abitur und Zivildienst begann er ein Philosophiestudium, brach es jedoch ab. Von 1995 bis 1999 studierte er Schauspiel an der Hochschule für Schauspielkunst „Ernst Busch“ Berlin. Er war zusammen mit Lars Eidinger, Fritzi Haberlandt, Nina Hoss und Devid Striesow in einer Klasse.
Von 1999 bis 2008 gehörte Waschke zum Ensemble der Schaubühne am Lehniner Platz. Er spielte unter anderem am Deutschen Theater und Maxim-Gorki-Theater in Berlin, am Deutschen Schauspielhaus in Hamburg und am Schauspiel Köln. In den Jahren 2002 bis 2005 trat er einmal im Monat bei Anja's Rock'n'Roll High School im ehemaligen Berliner Club White Trash mit einer Art Spoken-Word-Improvisation auf.
2007 spielte er in Stefan Krohmers Fernsehfilm Mitte 30 an der Seite von Anneke Kim Sarnau einen gescheiterten Architekten. In Heinrich Breloers Literaturverfilmung Buddenbrooks war er 2008 in der Rolle des Thomas Buddenbrook auf der Kinoleinwand zu sehen. Für seine darstellerische Leistung in Juraj Herz’ Kinofilm Habermann wurde Waschke mit dem Bayerischen Filmpreis 2009 als bester Darsteller ausgezeichnet. Ebenfalls 2009 geriet er in Matti Geschonnecks zweiteiligem Thriller Entführt in der Rolle des Frank Bergmann in die Hände skrupelloser Entführer. Gemeinsam mit seinen früheren Studienkolleginnen Hoss und Haberlandt war Waschke 2011 in Hendrik Handloegtens Kinofilm Fenster zum Sommer zu sehen. Im selben Jahr spielte er die Hauptrolle in dem Film Schilf von Claudia Lehmann. Erneut zusammen mit Nina Hoss trat er in dem Film Barbara von Christian Petzold auf. 
Im Jahr 2012 wurde Waschke in Saarbrücken mit dem Franz-Hofer-Preis ausgezeichnet. 2013 erhielt er den Deutschen Schauspielerpreis für seine Nebenrolle in dem Filmdrama Der Brand von Brigitte Maria Bertele.
Von 2015 bis 2022 spielte Waschke an der Seite von Meret Becker die Figur des Robert Karow im Berliner Ermittlerteam Rubin und Karow in der ARD-Krimireihe Tatort. Seit 2023 bilden er und Corinna Harfouch das Berliner Tatort-Duo. Von 2017 bis 2020 spielte er Noah in der Netflix-Serie Dark.
Seit 2022 ist er als Schauspieler in der Multimedia-Performance Die Zeitmaschine von H. G. Wells zu sehen.
Mark Waschke lebt in Berlin, ist verheiratet und hat eine Tochter. Im Februar 2021 outete er sich im SZ-Magazin im Rahmen der Initiative #actout zusammen mit 184 weiteren queeren Schauspielern.

## Theater
- 1999: Feuergesicht (Marius von Mayenburg), Deutsches Schauspielhaus Hamburg, Regie: Thomas Ostermeier
- 2000: Personenkreis 3.1 (Lars Norén), Schaubühne Berlin, Regie: Thomas Ostermeier
- 2000: Parasiten (Marius von Mayenburg), Schaubühne Berlin, Regie: Thomas Ostermeier
- 2001: Dantons Tod (Georg Büchner), Schaubühne Berlin, Regie: Thomas Ostermeier
- 2001: Supermarket (Biljana Srbljanovic), Schaubühne Berlin, Regie: Thomas Ostermeier
- 2001: Push up 1–3 (Roland Schimmelpfennig), Schaubühne Berlin, Regie: Ensemble
- 2002: Macbeth (William Shakespeare), Schaubühne Berlin, Regie: Christina Paulhofer
- 2002: Goldene Zeiten (Richard Dresser), Schaubühne Berlin, Regie: Thomas Ostermeier
- 2002: Merlin oder Das wüste Land (Tankred Dorst), Schaubühne Berlin, Regie: Burkhard Kosminski
- 2002: Die Walpurgisnacht oder Die Schritte des Komturs (Wenedikt Jerofejew), Schaubühne Berlin, Regie: Árpád Schilling
- 2003: Die Kopien (Caryl Churchill), Schaubühne Berlin, Regie: James Macdonald
- 2003: Genua 01 (Fausto Paravidino), Schaubühne Berlin, Regie: Wulf Twiehaus
- 2003: Andromache (Peter und Luk Perceval), Schaubühne Berlin, Regie: Luk Perceval
- 2004: Lulu (Frank Wedekind), Schaubühne Berlin, Regie: Thomas Ostermeier
- 2004: Das System 2: Unter Eis (Falk Richter), Schaubühne Berlin, Regie: Falk Richter
- 2004: Gesäubert (Sarah Kane), Schaubühne Berlin, Regie: Benedict Andrews
- 2004: Die Möwe (Anton Tschechow), Schaubühne Berlin, Regie: Falk Richter
- 2005: Troilus und Cressida (Shakespeare), Schaubühne Berlin, Regie: James Macdonald
- 2005: Turista (Marius von Mayenburg), Schaubühne Berlin, Regie: Luk Perceval
- 2005: Die Verstörung (Falk Richter), Schaubühne Berlin, Regie: Falk Richter
- 2006: Kasimir und Karoline (Ödön von Horváth), Deutsches Theater Berlin, Regie: Andreas Dresen
- 2007: Die Katze auf dem heißen Blechdach (Tennessee Williams), Schaubühne Berlin, Regie: Thomas Ostermeier
- 2008: Der Kirschgarten (Anton Tschechow), Schaubühne Berlin, Regie: Falk Richter
- 2009: Leonce und Lena (Georg Büchner), Maxim Gorki Theater Berlin und Schauspiel Köln, Regie: Jan Bosse
- 2014: Die kleinen Füchse – The Little Foxes (Lillian Hellman), Schaubühne Berlin, Regie: Thomas Ostermeier
- 2015: Bella Figura (Yasmina Reza), Schaubühne Berlin, Regie: Thomas Ostermeier
- 2017 – 2019: Love Hurts In Tinder Times, Schaubühne Berlin, Realisation: Patrick Wengenroth
- 2018: Shakespeare’s Last Play (Dead Centre nach Shakespeare), Schaubühne Berlin, Regie: Bush Moukarzel, Ben Kidd
- 2019: Ich ist ein Anderer dieses Wir bin nicht eine Pfeife (Metaware), Schaubühne Berlin, Realisation: Mark Waschke

## Filmografie

### Kino
- 2007: Nachmittag, Regie: Angela Schanelec
- 2008: Buddenbrooks, Regie: Heinrich Breloer
- 2009: Ob ihr wollt oder nicht, Regie: Ben Verbong
- 2010: Unter dir die Stadt, Regie: Christoph Hochhäusler
- 2010: Habermann, Regie: Juraj Herz
- 2010: Der Mann der über Autos sprang, Regie: Nick Baker-Monteys
- 2011: Der Brand, Regie: Brigitte Maria Bertele
- 2011: Fenster zum Sommer, Regie: Hendrik Handloegten
- 2011: Playoff, Regie: Eran Riklis
- 2012: Barbara, Regie: Christian Petzold
- 2012: Schilf – Alles, was denkbar ist, existiert, Regie: Claudia Lehmann
- 2013: & Me, Regie: Norbert ter Hall
- 2013: Zum Geburtstag, Regie: Denis Dercourt
- 2015: Lieber Hans, bester Pjotr, Regie: Alexander Mindadse
- 2018: Was uns nicht umbringt, Regie: Sandra Nettelbeck
- 2019: Der Geburtstag, Regie: Carlos A. Morelli
- 2021: Der menschliche Faktor
- 2021: Nö
- 2022: Louis I., König der Schafe (Kurzfilm, Sprecher)
- 2023: Die drei ??? – Erbe des Drachen
- 2024: Gotteskinder
- 2026: Deviens génial, Regie: Léo Grandperret

### Fernsehen
- 2007: KDD - Kriminaldauerdienst (1 Folge)
- 2007: Schattenkinder, Regie: Claudia Prietzel
- 2007: Ein spätes Mädchen, Regie: Hendrik Handloegten
- 2007: Der blinde Fleck, Regie: Tom Zenker
- 2007: Mitte 30, Regie: Stefan Krohmer
- 2008: Die Lüge, Regie: Judith Kennel
- 2009: Entführt, Regie: Matti Geschonneck
- 2009: Die Rosenheim-Cops – Der fast perfekte Mord
- 2009: Tatort: Höllenfahrt, Regie: Tim Trageser
- 2010: Kommissarin Lucas – Spurlos, Regie: Thomas Berger
- 2010: Wiedersehen mit einem Fremden, Regie: Niki Stein
- 2010: 8 Uhr 28, Regie: Christian Alvart
- 2010: Solange du schliefst, Regie: Nicole Weegmann
- 2010: Kommissar Stolberg – Ehebruch, Regie: Filippos Tsitos
- 2010: Tatort: Familienbande, Regie: Thomas Jauch
- 2011: Freilaufende Männer, Regie: Matthias Tiefenbacher
- 2011: Und dennoch lieben wir, Regie: Matthias Tiefenbacher
- 2012: Mord in Ludwigslust, Regie: Kai Wessel
- 2012: Tatort: Tote Erde, Regie: Thomas Freundner
- 2012: Sechzehneichen, Regie: Hendrik Handloegten
- 2013: Tatort: Willkommen in Hamburg, Regie: Christian Alvart
- 2013: Unsere Mütter, unsere Väter (Fernsehdreiteiler), Regie: Philipp Kadelbach
- 2013: Es ist alles in Ordnung, Regie: Nicole Weegmann
- 2015: Die Seelen im Feuer, Regie: Urs Egger
- seit 2015: Tatort → siehe Rubin und Karow
  - 2015: Das Muli
  - 2015: Ätzend
  - 2016: Wir – Ihr – Sie
  - 2016: Dunkelfeld
  - 2016: Fegefeuer
  - 2017: Amour Fou
  - 2017: Dein Name sei Harbinger
  - 2018: Meta
  - 2018: Tiere der Großstadt
  - 2019: Der gute Weg
  - 2019: Das Leben nach dem Tod
  - 2020: Das perfekte Verbrechen
  - 2020:  Ein paar Worte nach Mitternacht
  - 2021: Die dritte Haut
  - 2021: Die Kalten und die Toten
  - 2022: Das Mädchen, das allein nach Haus’ geht
  - 2022: Das Opfer
  - 2023: Nichts als die Wahrheit
  - 2025: Vier Leben
- 2015: Eichwald, MdB – Der Industrielle, Regie: Fabian Möhrke
- 2016: Ein Mann unter Verdacht, Regie: Thomas Stuber
- 2017–2020: Dark, Regie: Baran bo Odar (Fernsehserie)
- 2019: 8 Tage, Regie: Stefan Ruzowitzky, Michael Krummenacher (Fernsehserie)
- 2019: Zwischen zwei Herzen, Regie: Markus Herling
- 2019: Eine fremde Tochter, Regie: Stefan Krohmer
- 2020: Tödliche Geheimnisse – Das Versprechen
- 2021: The Billion Dollar Code (Mini-Serie, Regie: Robert Thalheim)
- 2022: Kroymann (Satiresendung, Schöne Bescherung)
- 2023: Conti – Spieler (TV-Serie)
- 2025: Der Geier – Freund oder Feind (Fernsehreihe)

## Hörspiele
- 2002: Linda Barnes: Ein Schnappschuss für Carlotta – Regie: Klaus-Michael Klingsporn (Hörspiel – DLR Berlin)
- 2003: Jen Sacks: Nice – Regie: Irene Schuck (Kriminalhörspiel – DLR Berlin)
- 2004: Heiner Grenzland/Tobias Hülswitt: Making of ... – Regie: Heiner Grenzland (DLR Berlin)
- 2008: Dunja Arnaszus: Zeppelini – Regie: Ulrich Gerhardt (RBB/DLF)
- 2010: Peter Freiberg: Testosteron – Regie: Claudia Johanna Leist (WDR)
- 2010: Thomas Koch: Warlords – Regie: Claudia Johanna Leist (WDR)
- 2011: Peter Freiberg: As tears go by – Regie: Claudia Johanna Leist (WDR)
- 2011: Thomas Koch: Ehrbare Töchter – Regie: Claudia Johanna Leist (WDR)
- 2012: Dirk Schmidt: Noch nicht mal Mord – Regie: Claudia Johanna Leist (WDR)

## Hörbücher
- 2022: Matt Haig: Der fürsorgliche Mr Cave, Argon Verlag, ISBN 978-3-8398-1912-8 (ungekürzt: Audible)

## Auszeichnungen
- 2007: Nominierung für den Deutschen Theaterpreis Der Faust in der Kategorie Beste Darstellerische Leistung Schauspiel für Die Katze auf dem heißen Blechdach
- 2009: Preis für den besten Hauptdarsteller in der Kategorie Fernsehspiel des Roma Fiction Fests für Die Buddenbrooks
- 2009: Bayerischer Filmpreis in der Kategorie Bester Darsteller für Habermann
- 2012: Franz Hofer-Preis/Filmhaus Award vom Filmhaus Saarbrücken
- 2013: Deutscher Schauspielerpreis in der Kategorie Bester Schauspieler Nebenrolle für Der Brand